# Каустик (предприятие, Волгоград)
Ка́устик — предприятие химической промышленности, расположенное на юге Волгограда, в Красноармейском районе. Одно из ведущих предприятий Волгоградской области.
К базовым продуктам относятся также хлорпарафины, синтетическая соляная кислота, хлор, поливинилхлорид, гипохлорит натрия, средства для бассейнов. Производимая на предприятии продукция используется в химической, нефтехимической, горнодобывающей, металлургической, целлюлозно-бумажной, шинной, фармацевтической, пищевой и других отраслях экономики России, стран ближнего и дальнего зарубежья.
Компания — Акционерное общество «Каустик».

## Названия
Предприятие носило различные названия в разные периоды своего существования:
- с 1961 года — дирекция строящегося Сталинградского химического завода Управления химической и нефтеперерабатывающей промышленности СНХ Сталинградского экономического административного района;
- с конца 1961 года — дирекция строящихся Волгоградского химического и сажевого заводов Управления химической и нефтеперерабатывающей промышленности СНХ Волгоградского экономического административного района;
- с 1965 года — Волгоградский химкомбинат имени 50-летия Октября Министерства химической промышленности СССР;
- с 1975 года — Волгоградское ордена Трудового Красного Знамени производственное объединение «Каустик» имени 50-летия Октября Всесоюзного объединения хлорной промышленности «Союзхлор» Министерства химической промышленности СССР;
- с сентября 1992 года — открытое акционерное общество «Каустик».

## История

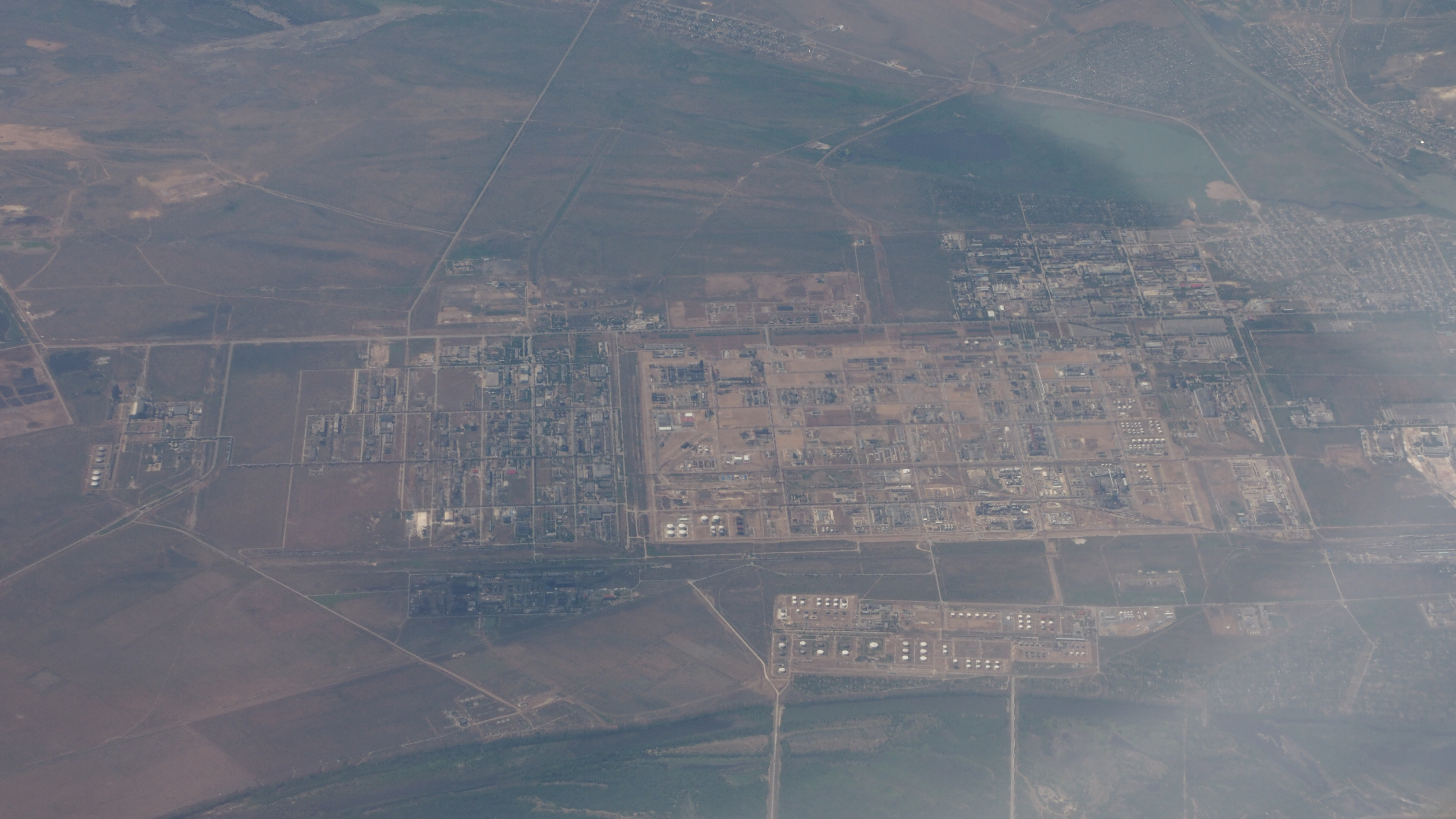
Промышленная зона на юге Волгограда, где располагается завод

### Основание компании
7 октября 1960 года Центральный комитет КПСС и Совет министров СССР издали совместное постановление № 1071 о строительстве предприятия химической промышленности на базе подземного Светлоярского месторождения каменной соли и природного газа. Ещё одним фактором размещения предприятия в Волгограде стала близость Волжской ГЭС, вырабатывающей дешёвую электроэнергию. 22 декабря Сталинградский совнархоз принял постановление «Об организации дирекции строящегося Сталинградского химического завода». В 1961 году началось строительство всесоюзного производственного объединения.
Поисково-разведочные работы, бурение скважин и строительство рассолопромысла начались только в 1963 году, а первые тонны рассола по трубопроводу поступили на комбинат лишь в начале 1970 года. До этого момента каменную соль доставляли с озера Баскунчак.
В 1965 году образовано предприятие.
В июне 1967 года вводятся крупнейшие в отрасли биологические очистные сооружения. Система очистки биологических стоков с помощью микроорганизмов (активного ила) является уникальным методом.
15 июля 1967 года выдана первая партия хлорофоса, эту дату принято[кем?] считать днём рождения Каустика. Комбинат стал первым в стране производителем химических средств защиты растений на основе фосфорной органики. Проектная мощность производства хлорофоса составляла 12,5 тыс. тонн в год, что составляло годовую потребность всего СССР.

### Советский период

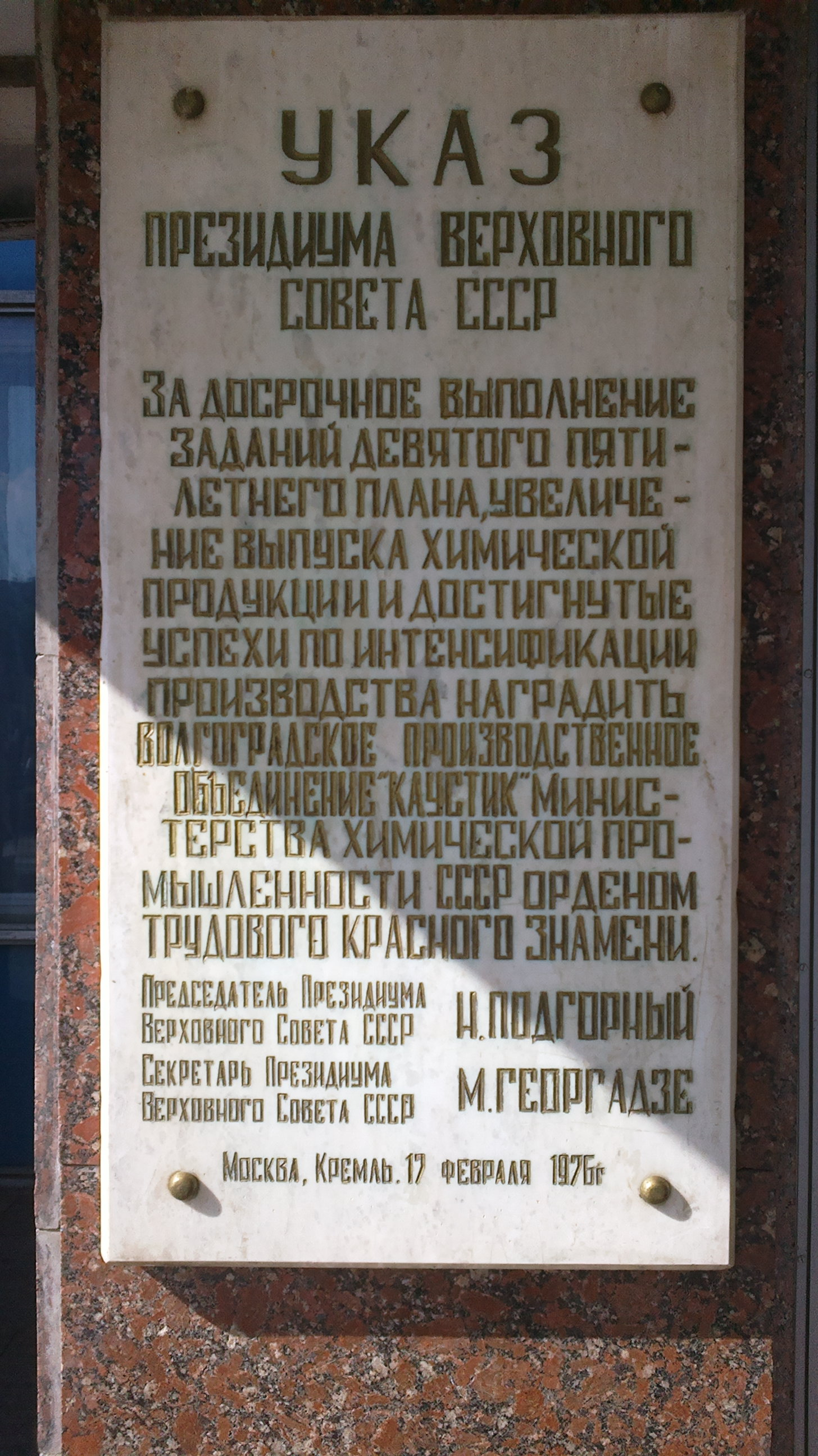
Табличка с указом Верховного совета СССР на здании ДК «Химик»

В 1967 году подписан контракт с японской фирмой «Куреха» об организации производства полихлорвиниловой смолы — японские специалисты подготовили проект, необходимую техническую документацию и поставили оборудование для нового комплекса. 24 декабря 1972 года диспетчерский пункт комбината принял сообщение: «Получены первые тонны полихлорвиниловой смолы». В 1975 году начался выпуск винилиденхлорида и плёнки Повиден, а также получена первая партия плёнки Крехалон для пищевых продуктов — технологию и оборудование для выпуска нового продукта также поставила японская фирма «Куреха».
Во второй половине 1970-х годов запущено в работу производство феназона — гербицида, повышающего урожайность сахарной свеклы, а также хладонов, которые применялись в качестве хладагентов в холодильных установках всех марок и мощностей. В эти годы 11 из 14 основных видов продукции получили государственный «Знак качества», освоен выпуск более 20 наименований товаров народного потребления. 17 февраля 1976 года за успехи в девятой пятилетке Указом Президиума Верховного Совета СССР ВПО «Каустик» было награждено орденом Трудового Красного Знамени. В 1980 году в связи с ростом энергопотребления комбинат перешёл на тепло- и пароснабжение от Волгоградской ТЭЦ-3. 25 октября 1980 года в 11-м цехе получена первая партия хлора, разлитого в мелкую тару (для хлорирования питьевой воды). 6 февраля 1982 года в цехе № 28 запущена установка по производству гранулированного каустика. В июне 1984 года введён в эксплуатацию цех по производству хлора и каустика диафрагменным методом.

### Перестройка
В сложные 1990-е годы завод, как и многие отечественные предприятия, переживал нелегкие времена. В эти годы началась реализация проектов по внедрению в производство новых современных конкурентоспособных продуктов.
В 1990 году принято решение о строительстве производства хлорпарафинов и установки по переработке соляной кислоты с получением хлористого кальция. В 1992 году начала работать установка по выпуску жидкого хлористого кальция путём растворения известняка в абгазной соляной кислоте, а с 1999 года в цехе начали выпускать гранулированный хлористый кальций.
Приватизация предприятия прошла в несколько этапов. C 3 июля 1991 года по 1 июля 1994 года проводился чековый аукцион, на котором акции предприятия могли приобрести все желающие. 29 сентября 1992 года в ходе приватизации ПО «Каустик» было преобразовано в АООТ «Каустик». С 1 июля 1994 года начался этап денежной приватизации, в рамках которого был реализован пакет акций акционерного общества открытого типа «Каустик».
В 1993 году в цехе по производству плёнки Повиден начался выпуск многослойных упаковочных материалов для скоропортящихся пищевых продуктов; в этом же году на «Каустике» запущена экструзионная линия по производству многослойных упаковочных материалов для вакуумной упаковки мясомолочных продуктов. В 1995 году на промышленной площадке начало работу ЗАО «Силд Эйр Каустик» — входящее в группу Sealed Air — мирового лидера в области сохранности и безопасности продуктов питания, гигиены и защитной упаковки.

### Россия
В начале третьего тысячелетия началась активная реализация основного стратегического направления развития — создание на промышленной площадке волгоградского «Каустика» полноценного индустриального химического парка. В рамках этой стратегии в 2004 году было создано ООО «Никохим» — управляющая организация, основным предприятием которой стало ОАО «Каустик».
С 2003 года началась поэтапная оптимизация энергообеспечения промышленной площадки. В январе этого года ОАО «Волгоградэнерго», ОАО «Каустик» и ОАО «Пласткард» создали простое товарищество — в России стартовал пилотный проект в области взаимодействия крупного потребителя и поставщика электрической и тепловой энергии. В сентябре 2007 года Волгоградская ТЭЦ-3 передана в управление ОАО «Каустик» на условиях долгосрочной аренды.
В 2006 году создано ЗАО «НикоМаг» — на промышленной площадке АО «Каустик» запущен производственный комплекс по выпуску чешуированного и гранулированного хлористого магния на основе природного сырья — бишофита, месторождение которого также расположено в непосредственной близости от промплощадки. 1 июля 2015 года на ЗАО «НикоМаг» введено в строй новое производство по выпуску оксида и гидроксида магния — совместно с ПАО «Сбербанк» и АО «Роснано» реализован крупный инвестиционный проект по созданию в России рентабельного и конкурентоспособного производства магнезиальных продуктов.
Гендиректор и совладелец ООО «Никохим» (управляющей организации завода) Эльдор Азизов заявил о создании на территории промплощадки АО «Каустик» технопарка химического профиля. В 2010-х годах на территории «Каустика» в Волгограде был фактически образован неформализованный химический кластер.
На территории промплощадки успешно работают предприятия группы компаний «Никохим» — АО «Каустик» (основное предприятие группы), АО «НикоМаг» (был присоединен к АО «КАУСТИК»), ООО «Зиракс», ООО «МагМайн» (был присоединен к АО «КАУСТИК»), а также производства крупных и средних иностранных и отечественных компаний — Sealed Air (мировой лидер в производстве упаковки для пищевых продуктов), Praxair (производитель промышленных газов), «Агро-Эксперт» (входит в пятёрку ведущих производителей химических средств защиты растений), «Аквариус» (один из крупнейших в России производитель реагентов для водоподготовки), «Нобелтех» (производство специальных ПВХ-пластикатов), ОАО «Пласткаб» (было присоединено к АО «КАУСТИК»), ООО «Европейская химическая компания» (бытовая химия и товары хозяйственного назначения). (было реорганизовано и присоединено к АО «КАУСТИК»)

## Производство
Предприятие создавалось с целью наладить производство стратегической энергоёмкой продукции: каустической соды, хлора и продуктов их переработки. После строительства предприятие производило 16,3 % каустической соды и 15,0 % хлора от общего объёма, производимого в стране, а к 1999 году — 17,65 % и 16,24 % соответственно.
Каустик производит жидкую и гранулированную каустическую соду, хлор в мелкой и крупной расфасовке, жидкий и гранулированный хлористый кальций, морозостойкий латекс, присадки для нефтяных масел, фотореактивы, хлорпарафины, используемые в качестве антипиренов для резин и пластификаторы для полимеров, ускорители вулканизации для резин, хладоны, лекарственные субстанции, товары народного потребления — моющие и дезинфицирующие средства, чистящие и лакокрасочные материалы. Ранее также выпускались хлорофос, севин, феназон, дикрезил, метурин, поливинилхлорид, эмульсионный хлоропреновый каучук.
Продукция предприятия используется предприятиями химической, нефтехимической, горнодобывающей, металлургической, целлюлозно-бумажной, лёгкой, шинной, резинотехнической, пищевой и фармацевтической промышленностью такими как Стирол, Архангельский ЦБК, Лукойл, АвтоВАЗ, Нижнекамскшина, Нижнекамскнефтехим, Волжский шинный завод. Продукция экспортируется в зарубежные страны.
Кроме того, на территории завода образованы и работают следующие обособленные предприятия: Пласткард — один из крупнейших производителей поливинилхлорида в стране.

## Руководство
- Азизов Эльдор Энгленович. Совладелец и гендиректор волгоградского химического АО «Каустик» (группа «Никос») Родился 14 ноября 1963.

## Экология
Завод является одним из основных загрязнителей Волги в Волгоградской области и атмосферного воздуха в Волгограде. Специфика химического производства определяет вредные вещества в выбросах: хлор, металлическая ртуть, хлористый водород, винилхлорид, хлорметил и т. д. С 1995 года из-за тяжёлого экономического положения и, как следствие, сокращения объёмов производства, уменьшался и объём вредных выбросов предприятия. Но начиная с 2000 года вводятся в эксплуатацию новые производства и отмечается рост вредных выбросов. Так, объём выбросов вредных веществ в атмосферу в 2003 году составил 813 тонн.
Предприятие имеет полигон промышленных отходов, где хранятся кубовые остатки производства хлорофоса, известковых шламов, каустической соды и иных веществ III и IV классов опасности.
Каустик использует многоуровневую систему биологических очистных сооружений, в процессе которой поступающие на предприятие сточные воды южных районов Волгограда проходят очистку. При этом очищенная вода не направляется в Волгу, а собирается в прудах-испарителях, где обитает 21 вид птиц, занесённых в Красную книгу Волгоградской области, среди которых розовые и кудрявые пеликаны,каравайки, колпицы, белые аисты.